# The Magic Order
The Magic Order è una serie a fumetti statunitense scritta da Mark Millar pubblicata a partire dal 2018 dalla Image Comics e portata a termine dalla Dark Horse Comics, facente parte dell'etichetta Millarworld. È la prima nuova serie pubblicata dopo l'acquisizione dell'etichetta da parte di Netflix nell'Agosto 2017.

## Storia editoriale
Nell'agosto 2017 Netflix, compagnia leader nello streaming a pagamento, acquisisce l'etichetta Millarworld creata da Mark Millar come imprint indipendente nel 2003. Tra il 2003 e il 2017 le opere del Millarworld vengono pubblicate da diverse case editrici e vedono la collaborazione di diversi artisti nella realizzazione e creazione delle storie e personaggi di questo universo fumettistico indipendente. Tra gli editori vi sono la Image Comics, la Marvel tramite l'etichetta Icon Comics, la Dark Horse Comics e l'Avatar Press. Millar però detiene i diritti delle opere pubblicate, suddivisi equamente con gli altri autori e artisti che a loro volta hanno contribuito. L'interesse da parte degli studios di Hollywood porta alla realizzazione di diversi film basati su questi fumetti tra i quali Wanted, due film su Kick-Ass, Kingsman - Secret Service e Kingsman - Il cerchio d'oro. Netflix decide quindi di acquistare l'intera libreria del Millarworld e creare una linea editoriale che pubblichi le opere del Millarworld in futuro, come casa editrice di appoggio viene scelta la Image Comics che si occupa del marketing e della distribuzione. L'obbiettivo è quello di realizzare film, serie televisive e cartoni animati sui fumetti Millarworld di cui diviene proprietaria. Millar si dice entusiasta della prospettiva di poter continuare a scrivere fumetti e allo stesso tempo collaborare con Netflix per quanto riguarda gli adattamenti per la piattaforma in streaming. Millar la definisce come la <<più grande compagnia d'intrattenimento del mondo>>. The Magic Order è la prima serie ad essere pubblicata, dopo l'acquisizione, con logo Netflix in quarta di copertina. All'interno dell'albo si trovano anche pubblicità a show della piattaforma quali Castlevania e Luke Cage.
Millar impiega 3 mesi per scrivere l'opera e dichiara di averci lavorato ogni giorno dalle 9 di mattina alle sei di sera con pochissime pause. L'impegno è stato notevole ma sostiene che il risultato è appagante anche grazie al contributo dell'artista Olivier Coipel da lui considerato uno dei più talentuosi tra quelli con cui ha collaborato. Afferma che la sua principale fonte di ispirazione è stato il King Lear di William Shakespeare. Gli piace l'idea di un padre preoccupato per dei figli a cui deve tramandare un pesante fardello da portare. Inoltre all'interno di una famiglia ogni emozione viene moltiplicata per dieci. Essere tradito da un fratello è più devastante che non subirlo da un amico. Allo stesso modo essere criticato da un padre ha un peso emotivo differente rispetto ad una critica arrivata da un conoscente. Tra l'altro i nomi dell'opera shakespeariana sono presenti anche nel fumetto. Il capofamiglia Leoanard riprende il nome Lear, Cordelia e Regan sono due figlie di Lear (nel fumetto Regan è il primogenito), Gabriel è ripreso dal shakespeariano Goneril. Millar si rende anche conto che lo stesso canovaccio narrativo del Re Lear lo si ritrova in diverse opere tra le quali ricorda Il padrino di Francis Ford Coppola. Per questo cerca di mischiare gli stilemi tipici dei mobster-movie con quelli dei racconti sui maghi e i loro poteri sovrannaturali. In questo caso la famiglia Moonstone del fumetto si relaziona in maniera simile al clan dei Corleonesi del film di Coppola. La scelta della città di Chicago, teatro di diversi gangster-movie, diviene una scelta conseguente come location della serie. Inoltre Millar sente il bisogno di ambientare la vicenda in una metropoli che non sia New York (di cui Gotham e Metropolis sono delle copie) o Los Angeles già ampiamente sfruttate a livello fumettistico e mediatico. Inoltre gli storici teatri della città sono lo stage ideale per evocare i duelli magici rappresentati nel fumetto. Lo scrittore scozzese rammenta una foto in cui Houdini si esibiva in una delle sue imprese di magia proprio a Chicago nel 1893 durante la World's Fair di quell'anno. Anche il fascino di quella immagine gli ha suggerito l'ambientazione per la sua storia.
Alla prima miniserie ne sono seguite altre quattro pubblicate rispettivamente nel 2021, 2022, 2023 e 2024. Cordelia Moonstone e l'Ordine Magico compaiono insieme ad altri personaggi del Millarworld all'interno della miniserie Big Game.

## Trama

### Volume 1
La famiglia Moonstone è composta dal padre Leonard e dai tre figli Regan, Gabriel e Cordelia. Sono quattro maghi molto potenti e discendono da una linea di sangue che da circa mille anni protegge l'umanità dalle minacce sovrannaturali. Adempie il suo compito facendo parte di un Ordine segreto composto da alcuni dei più potenti e meritevoli maestri delle arti mistiche. Il nome di questa società segreta è Magic Order e nonostante le sue ripetute interferenze nella storia dell'umanità non vi è traccia della sua esistenza. Il luogo in cui si raduna si trova in un castello a cui si accede attraverso un vecchio dipinto che funge da portale, bisogna essere formalmente invitati. Il quadro è esposto al secondo piano dell'Art Institute of Chicago. Oltre a difendere il genere umano da minacce sovrannaturali, il Magic Order si preoccupa di tenere celati e al sicuro alcuni dei testi e manufatti magici più importanti mai concepiti. Tra questi vi è il misterioso libro esoterico di origine atlantidea chiamato Orichalcum. Nessuno lo ha mai letto in quanto il suo contenuto racchiude arcani segreti che potrebbero donare eccessivo potere a colui che ne venisse a conoscenza. Non tutti i maghi sono meritevoli di far parte del Magic Order e non sono stati accettati o sono stati espulsi. Tra questi vi è una ragazza rancorosa dal nome Madame Butterfly. Avrebbe dovuto far parte come diritto di nascita dell'Ordine ma suo padre, incaricato di proteggere l'Oricalchum, non l'ha ritenuta meritevole e l'ha espulsa, passando i suoi compiti a Leonard Moonstone. Madame Butterfly comincia a radunare attorno a sé Maghi che anch'essi subito lo stesso destino ed evoca un temibile assassino e maestro delle arti occulte denominato il Veneziano, in quanto veste la tipica maschera usata durante il Carnevale di Venezia. Il suo scopo è chiaro; eliminare uno per uno i componenti dell'ordine fino a quando lei non rientri nel Magic Order e possa accedere all'Oricalchum. I componenti della famiglia Moonstone cominciano ad assistere alla uccisione di diversi membri dell'Ordine senza riuscire a controbattere. Il Veneziano arriva ad attaccare lo stesso capofamiglia Leonard, lo scontro avviene nel teatro di Chicago dove lavora come prestigiatore e illusionista da palcoscenico. Neppure l'esperto padre dei Moonstone può nulla contro il Veneziano e viene ucciso. Regan e Cordelia, su suggerimento dello zio Edgar, custode del Castello dove si radunano, contattano Madame Butterfly per raggiungere un compromesso. L'incontro avviene su un territorio neutro che esiste al di fuori dello spazio-tempo.: l'Abington Hotel, a cui possono accedere soli i Maghi anche da epoche diverse. Gli offrono di rientrare nell'Ordine ma l'Oricalchum sarà protetto da una terza parte che non sarà ne lei ne i Moonstone. Ma vi è il rifiuto di negoziare, Madame Butterfly e i suoi alleati vogliono il pieno controllo del Magic Order e l'accesso all'Oricalchum. Uno scontro definitivo tra i fratelli Moonstone e il circolo di Madame Butterfly è inevitabile. Anche Gabriel Moonstone, quello più dotato ma estraniatosi dagli affari di famiglia per la morte della figlia, decide che è ora di agire. Dopo aver accompagnato la moglie al sicuro nel Castello dell'ordine (chiamato anche Mooncastle), si unisce a Cordelia e Regan per la battaglia. Presto scoprono che la roccaforte della rivale si trova celata dietro il teatro Charles Laughton nella stessa Chicago.
Cordelia e Regan cadono però in una trappola orchestrata dallo stesso fratello Gabriel che è colui che si è celato dietro la maschera del Veneziano. I delitti commessi per conto di Madame Butterfly sono basati sull'accordo che, una volta venuta in possesso dell'Orichalcum, userà i suoi arcani incantesimi per resuscitare la figlia Rosetta. L'astio verso il padre (che ha ucciso) risiede proprio nel fatto che si è rifiutato di utilizzare il libro per resuscitare la nipote in quanto si accede a conoscenze esoteriche proibite dall'Ordine. Regan viene immediatamente ucciso da Gabriel mentre al Mooncastle, Louise (moglie di Gabriel) si rivela essere il Mago muta forma alleato di Madame Butterfly. Dopo aver colpito Edgar, colto di sorpresa e crollato a terra, riesce a trovare il tomo proibito, la vittoria del Black Kingdom sembra raggiunta. Manca solo Cordelia, circondata dai fedeli a Butterfly e da Gabriel che si accinge ad ucciderla. Cordelia però è un'esperta escapologa e inoltre non ha mai voluto rispettare le regole. Di conseguenza per far dispetto al padre e ai membri anziani dell'Ordine ha letto già da ragazza gli incantesimi dell'Orichalcum e questo la rende uno dei Maghi più potenti sulla Terra. Con un incantesimo proibito, riporta in vita i familiari e maghi uccisi da Gabriel e insieme uccidono senza esitazione tutti gli alleati di Madame Butterfly, anche perché per ogni defunto riportato in vita è necessario che qualcuno prenda il suo posto nel regno dei morti. Madame Butterfly è uccisa da Leonard mentre a Gabriel viene offerta una morte onorevole: il sacrificio della sua vita riporterà nel mondo dei viventi la figlia Rosetta. Il patto è accettato. Nel frattempo al Castello Moonstone il metamorfo Cornwall scopre che Edgar non è un anziano zio che soffre di agorafobia ma uno dei Maghi più potenti mai esistiti, il motivo per cui si è recluso nel Castello è per proteggiere il mondo esterno dai suoi poteri. L'ultima volta che ha usato i suoi poteri ha ucciso un milione di persone. Per Cornwall non c'è speranza e viene divorato dal vecchio Mago. Leonard riconosce nella figlia Cordelia una sua degna erede, nonostante le gravissime violazioni alle regole dell'ordine, per questo si dimette e le affida il ruolo di leader del Magic Order e il suo posto negli spettacoli di magia che tiene in un teatro 5 volte a settimana. Cordelia accetta, mentre Regan si offre di accudire Rosetta in quanto il padre è morto e la madre Louise è stata bandita in una prigione all'interno di una dimensione creata tra le pagine e la storia del libro Delitto e castigo.

## Personaggi
- Leonard Moonstone: Capofamiglia dei Moonstone, è un membro fondamentale del Magic Order, responsabile per la sicurezza e la salvaguardia dei più importanti testi magici della storia tra cui l'Orichalcum. Da comune cittadino si esibisce come mago da palcoscenico. Si tratta di un'attività di facciata che la famiglia porta avanti dal 1885. Si rammarica che nessuno dei suoi figli porterà avanti la tradizione e dubita anche del loro impegno all'interno dell'Ordine. I suoi figli sono Regan, Cordelia e Gabriel che considera il più dotato. ma questi ha rinunciato al suo ruolo.
- Regan Moonstone: gestisce un nightclub e nonostante le distrazioni della sua vita mondana, è il più deciso nel prendere il posto del padre. Ha un carattere impulsivo, manca di intuito e pare meno versato nelle arti magiche che non Cordelia o Gabriel. Nonostante questo si sopravvaluta.
- Cordelia Moonstone: è nata da una relazione extraconiugale del padre, che ha obbligato sua madre ad abortire. Cordelia ha però delle doti innate da escapologa ed essendosi accorta di essere vittima di un aborto, anche se solo un feto, è riuscita a migrare nell'infermiera che stava mettendo in atto la pratica. Questa ha portato a termine la gestazione e quando Cordelia è nata, il padre si è convinto a prenderla in affidamento. Ha un carattere esibizionista e sin da piccola gli piace mostrare le sue capacità magiche. Leonard ha cercato di insegnarle a tenere un basso profilo e a condurre una vita più consona al suo ruolo, ma Cordelia è rimasta una ragazza trasgressiva e per questo non si è meritata la fiducia del padre.
- Gabriel Moonstone: è indubbiamente il più dotato della famiglia ma ha voluto abbandonare il suo ruolo di mago e membro dell'Ordine dopo la morte della figlia. Questo è avvenuto perché la bambina era ansiosa di divenire una maga come il nonno e il padre e si appropriata della potente bacchetta magica di Gabriel. Non sapendone controllare il potere ha evocato un incantesimo per lei fatale. Il lutto ha segnato per sempre il padre e la madre Louise.
- Louise Moonstone: come il marito Gabriel, non riesce a perdonarsi per quanto successo alla figlia. Farebbe di tutto per poterla riavere ed è arrivata a volersi disinteressare dalla missione che ricade sulla famiglia Moonstone. Il marito Gabriel l'ha assecondata e si è sottratto dal suo ruolo di membro del Magic Order.
- Zio Edgar: è da tutti considerato il fratello di Leonard ed è il custode del Castello Moonstone, la residenza occulta dove si raduna l'Ordine. La sua missione è di custodire e proteggere quel sacro luogo a cui è legato inscindibilmente, non può infatti abbandonare la dimensione che cela il Castello dal piano terrestre. Questo ruolo gli si addice in quanto pare soffrire di agorafobia e suoi poteri magici non sembrano così eccelsi da assegnarli un compito attivo nell'ordine. In realtà è forse il Mago più anziano e potente che esista sulla Terra e la sua dimora all'interno del Castello Moonstone si è resa necessaria per proteggere il mondo esterno dalla sue eccezionali doti magiche, che in passato hanno causato grandi catastrofi sul pianeta.
- Madame Albany: è la nemesi della famiglia Moonstone. Suo padre era un rispettabile membro del Magic Order e sommo custode dell'Orichalcum. Alla sua morte non si è fidato della figlia ed ha affidato l'Orichalcum a Leonard Moonstone, bandendola inoltre dall'Ordine. In lei deve aver scorto uno spirito impuro che ora si è materializzato con le sembianze di Madame Albany, una maga oscura vestita di nero e il cui viso è coperto da una maschera. Cerca la vendetta contro i Moonstone e gli altri maghi del Magic Order. Il suo fine ultimo è impossessarsi dell'Orichalcum e divenire l'indiscussa leader dell'Ordine. Intorno a sé raccolto diversi maghi che sono stati allontanati o esclusi dal Magic Order. Insieme a loro ha fondato il Black Kingdom, una versione cupa e distorta del Castello Moonstone. Nessuno sa come accedervi ma si dice che si possa arrivare in quel regno attraverso una fessura di un istituto psichiatrico o affondando nell'ombra di una chiesa sconsacrata.
- Il Veneziano: un sicario dalle grandi capacità magiche assoldato da Madame Albany per eliminare i membri della famiglia Moonstone e altri maghi anziani (o Senior Wizards) del Magic Order. Il nome nasce dal costume con maschera che indossa, identico al Bauta, tipico costume del Carnevale Veneziano dal XV secolo.
- Lord Cornwall: mago alleato di Madame Albany e facente parte del Black Kingdom. La sua peculiarità è quella di essere un abile metamorfo, ovvero riesce a prendere l'aspetto di altri individui senza essere scoperto neanche da maghi esperti.

## Pubblicazioni
| Titolo   | Data           | Soggetto e sceneggiatura | Disegni         | Colori                  | Copertina       | Edizione italiana                         | Data italiana |
| -------- | -------------- | ------------------------ | --------------- | ----------------------- | --------------- | ----------------------------------------- | ------------- |
| Volume 1 | Giugno 2018    | Mark Millar              | Olivier Coipel  | Dave Stewart            | Olivier Coipel  | Millarworld Collection 21 (Panini Comics) | Maggio 2019   |
| Volume 1 | Luglio 2018    | Mark Millar              | Olivier Coipel  | Dave Stewart            | Olivier Coipel  | Millarworld Collection 21 (Panini Comics) | Maggio 2019   |
| Volume 1 | Agosto 2018    | Mark Millar              | Olivier Coipel  | Dave Stewart            | Olivier Coipel  | Millarworld Collection 21 (Panini Comics) | Maggio 2019   |
| Volume 1 | Ottobre 2018   | Mark Millar              | Olivier Coipel  | Dave Stewart            | Olivier Coipel  | Millarworld Collection 21 (Panini Comics) | Maggio 2019   |
| Volume 1 | Dicembre 2018  | Mark Millar              | Olivier Coipel  | Dave Stewart            | Olivier Coipel  | Millarworld Collection 21 (Panini Comics) | Maggio 2019   |
| Volume 1 | Febbraio 2019  | Mark Millar              | Olivier Coipel  | Dave Stewart            | Olivier Coipel  | Millarworld Collection 21 (Panini Comics) | Maggio 2019   |
| Volume 2 | Novembre 2021  | Mark Millar              | Stuart Immonen  | Sunny Gho               | Stuart Immonen  | Millarworld Collection 33 (Panini Comics) | Agosto 2022   |
| Volume 2 | Dicembre 2022  | Mark Millar              | Stuart Immonen  | Sunny Gho, David Curiel | Stuart Immonen  | Millarworld Collection 33 (Panini Comics) | Agosto 2022   |
| Volume 2 | Gennaio 2022   | Mark Millar              | Stuart Immonen  | Sunny Gho, David Curiel | Stuart Immonen  | Millarworld Collection 33 (Panini Comics) | Agosto 2022   |
| Volume 2 | Febbraio 2022  | Mark Millar              | Stuart Immonen  | Sunny Gho, David Curiel | Stuart Immonen  | Millarworld Collection 33 (Panini Comics) | Agosto 2022   |
| Volume 2 | Marzo 2022     | Mark Millar              | Stuart Immonen  | David Curiel            | Stuart Immonen  | Millarworld Collection 33 (Panini Comics) | Agosto 2022   |
| Volume 2 | Marzo 2022     | Mark Millar              | Stuart Immonen  | David Curiel            | Stuart Immonen  | Millarworld Collection 33 (Panini Comics) | Agosto 2022   |
| Volume 3 | Luglio 2022    | Mark Millar              | Luigi Cavenago  | Valentina Napolitano    | Luigi Cavenago  | Millarworld Collection 36 (Panini Comics) | Giugno 2023   |
| Volume 3 | Agosto 2022    | Mark Millar              | Luigi Cavenago  | Valentina Napolitano    | Luigi Cavenago  | Millarworld Collection 36 (Panini Comics) | Giugno 2023   |
| Volume 3 | Settembre 2022 | Mark Millar              | Luigi Cavenago  | Valentina Napolitano    | Luigi Cavenago  | Millarworld Collection 36 (Panini Comics) | Giugno 2023   |
| Volume 3 | Ottobre 2022   | Mark Millar              | Luigi Cavenago  | Valentina Napolitano    | Luigi Cavenago  | Millarworld Collection 36 (Panini Comics) | Giugno 2023   |
| Volume 3 | Novembre 2022  | Mark Millar              | Luigi Cavenago  | Valentina Napolitano    | Luigi Cavenago  | Millarworld Collection 36 (Panini Comics) | Giugno 2023   |
| Volume 3 | Gennaio 2023   | Mark Millar              | Luigi Cavenago  | Valentina Napolitano    | Luigi Cavenago  | Millarworld Collection 36 (Panini Comics) | Giugno 2023   |
| Volume 4 | Gennaio 2023   | Mark Millar              | Dike Ruan       | Giovanna Niro           | Dike Ruan       | Millarworld Collection 40 (Panini Comics) | Gennaio 2024  |
| Volume 4 | Febbraio 2023  | Mark Millar              | Dike Ruan       | Giovanna Niro           | Dike Ruan       | Millarworld Collection 40 (Panini Comics) | Gennaio 2024  |
| Volume 4 | Marzo 2023     | Mark Millar              | Dike Ruan       | Giovanna Niro           | Dike Ruan       | Millarworld Collection 40 (Panini Comics) | Gennaio 2024  |
| Volume 4 | Aprile 2023    | Mark Millar              | Dike Ruan       | Giovanna Niro           | Dike Ruan       | Millarworld Collection 40 (Panini Comics) | Gennaio 2024  |
| Volume 4 | Giugno 2023    | Mark Millar              | Dike Ruan       | Giovanna Niro           | Dike Ruan       | Millarworld Collection 40 (Panini Comics) | Gennaio 2024  |
| Volume 4 | Agosto 2023    | Mark Millar              | Dike Ruan       | Giovanna Niro           | Dike Ruan       | Millarworld Collection 40 (Panini Comics) | Gennaio 2024  |
| Volume 5 | Settembre 2024 | Mark Millar              | Matteo Buffagni |                         | Matteo Buffagni | Inedito                                   | n/a           |

## Altri media
Come segnalato da Deadline Hollywood, nel 2019 Netflix ordinò una serie televisiva per The Magic Order con James Wan e Lindsey Beer coinvolti come produttori esecutivi oltre che, rispettivamente, regista del pilot e showrunner. Nel 2020 a causa della pandemia di Covid-19 lo sviluppo del progetto venne interrotto per poi essere ripreso nel 2021.